# Mohammad Rezá Záhedí
Mohammad Rezá Záhedí (persky محمدرضا زاهدی‎; 2. listopadu 1960 Isfahán – 1. dubna 2024 Damašek), známý také jako Hasan Mahdaví, byl íránský generálmajor Islámských revolučních gard, v době své smrti velitel jednotek Quds v Libanonu a Sýrii. V minulosti velel vzdušně-kosmickým a pozemním silám Islámských revolučních gard.
Záhedí byl zabit v dubnu 2024 při izraelském útoku na íránský konzulát v Damašku. Podle Canadian Broadcasting Corporation byl jediným Íráncem, který zasedal v Poradním shromáždění Hizballáhu. Podle deníku The Guardian byl s největší pravděpodobností klíčovou postavou při koordinaci íránských vztahů s libanonským Hizballáhem a vládou Bašára al-Asada.

## Vojenská kariéra
Ve svých 19 letech vstoupil do Islámských revolučních gard (IRGC) a zúčastnil se irácko-íránské války. V letech 1983–1986 velel brigádě pozemních sil a mezi roky 1986 a 1991 velel 14. divizi Imáma Hosejna. Mimo jiné zastával funkci zástupce velitele operačního oddělení IRGC. V letech 1998–2002 působil jako velitel jednotek Quds v Libanonu. V roce 2005 krátce působil jako velitel vzdušně-kosmických sil IRGC. Mezi roky 2005 a 2008 působil jako velitel pozemních sil IRGC. V období 2007–2015 velel jednotkám Quds v Libanonu a Sýrii. V roce 2008 jej Kásim Solejmání podruhé jmenoval do funkce velitele jednotek Quds v Libanonu, kterou vykonával až do své smrti v říjnu 2024.
Podle Islámských revolučních gard byl jedním ze strůjců útoku Hamásu na Izrael 7. října 2023.

## Smrt
Dne 1. dubna 2024 provedlo Izraelské vojenské letectvo nálet na íránský konzulát v Damašku, při kterém zahynulo 16 osob, včetně Záhedího. Rakety zničily budovu konzulátu a poškodily sousední budovy, včetně kanadského velvyslanectví. Po Kásimu Solejmáním byl Záhedí druhým nejvyšším příslušníkem Islámských revolučních gard, který byl zabit při atentátu. Mluvčí íránského ministerstva zahraničních věcí útok odsoudil a prohlásil, že si Írán vyhrazuje právo provést „rozhodnou odpověď“ proti „agresorům“, kteří za náletem stojí. Ačkoli je z útoku obviňován Izrael, oficiálně se k němu nepřihlásil.

### Odveta
V reakci na Záhedího smrt Írán a jeho zmocněnci 13. dubna zaútočili na Izrael. Izraelská vláda uvedla, že se jí podařilo zachytit 99 % raket. Dne 19. dubna Izrael v odvetě zničil protivzdušnou obranu střežící jaderné zařízení v Natanzu.